# أبانجي (أسطورة)
أبانجي (بالإنجليزية: Abaangui)‏ الرب الأمريكي الأصلي الذي قطع أنفه الضخم. وعند ذلك طار الأنف إلى السماء وصار قمرًا. وهو إله القمر في أساطير شعب الغواراني في أمريكا الجنوبية الوسطى. يوصف بأنه بطل ثقافة الغواراني، مع شقيقه زاجواغواي.